# Wallins Creek
Wallins Creek é uma cidade localizada no estado americano de Kentucky, no Condado de Harlan.

## Demografia
Segundo o censo americano de 2000, a sua população era de 257 habitantes.
Em 2006, foi estimada uma população de 240, um decréscimo de 17 (-6.6%).

## Geografia
De acordo com o United States Census Bureau tem uma área de
1,0 km², dos quais 1,0 km² cobertos por terra e 0,0 km² cobertos por água. Wallins Creek localiza-se a aproximadamente 364 m acima do nível do mar.

## Localidades na vizinhança
O diagrama seguinte representa as localidades num raio de 20 km ao redor de Wallins Creek.